# Ridderzuringgalmug
De ridderzuringgalmug (Contarinia scutati) is een muggensoort uit de familie van de galmuggen (Cecidomyiidae). De wetenschappelijke naam van de soort is voor het eerst geldig gepubliceerd in 1910 door Rübsaamen.